# Francisco Solano (escritor)
Francisco Solano (La Aguilera, Burgos, 1952) es un escritor y crítico literario español. Actualmente reside en Madrid.
Colabora en revistas y suplementos culturales como Babelia, suplemento de El País.

## Obra
- El pájaro huésped (1990).
- El sonido despoblado (1994).
- La noche mineral (1995). Debate.
- El caso de Salicio Méndez (1996). Ángeles Martín, Impresor.
- Una cabeza de rape (1997). Debate. Premio de Novela Jaén (1997)
- Bajo las nubes de México (2001). Alba Editorial.
- Rastros de nadie (2006). Siruela
- La trama de los desórdenes (2007). Bruguera.
- Tambores de ejecución (2008). Bruguera.
- Lo que escucha la lluvia (2015). Periférica
- Jugaban con serpientes (2016). Minúscula
- El día enterrado (2018). Pasos Perdidos